# كلاتة عبد الوهاب (تكاب)
كلاتة عبد الوهاب (تكاب) (بالفارسية: کلاته عبدالوهاب) هي قرية تقع في إيران في Takab Rural District. يقدر عدد سكانها بـ 21 نسمة .